# Justin Hurwitz
Justin Hurwitz (sinh ngày 22 tháng 1 năm 1985) là nhà soạn nhạc phim và biên kịch truyền hình người Mỹ. Anh được biết đến nhiều nhất khi cộng tác với đạo diễn Damien Chazelle trong phần nhạc phim của: Guy and Madeline on a Park Bench (2009), Khát vọng nhịp điệu (2014), Những kẻ khờ mộng mơ (2016), Bước chân đầu tiên (2018) và Babylon (2022).
Với Những kẻ khờ mộng mơ, Hurwitz giành hai giải Oscar, gồm Nhạc phim xuất sắc nhất và Ca khúc gốc trong phim xuất sắc nhất (cho "City of Stars"), cũng như Giải Quả cầu vàng cho ca khúc trong phim hay nhất và Nhạc phim hay nhất và giải BAFTA cho Nhạc phim hay nhất. Anh cũng giành thêm hai giải Quả cầu vàng cho Nhạc phim hay nhất cho các phim Bước chân đầu tiên và Babylon

## Thời ấu thơ
Hurwitz là con trai của Gail (nhũ danh Halabe), một vũ công ballet chuyên nghiệp sau đó trở thành y tá, và nhà văn Ken Hurwitz. Anh có nguồn gốc Do Thái (từ Nga, Ba Lan, Damascus ở Syria và Beirut ở Lebanon). Gia đình anh chuyển đến Wisconsin năm 1998, nơi anh theo học trường Trung học Nicolet.
Hurwitz học tại Đại học Harvard, nơi anh ở cùng phòng với đạo diễn Damien Chazelle. Hai người cộng tác trong một bộ phim sau này trở thành Guy and Madeline on a Park Bench, phát hành năm 2009. Khi còn ở trường, Hurwitz là thành viên của Harvard Lampoon và là thành viên sáng lập ban nhạc indie-pop Chester French với Chazelle.

## Sự nghiệp
Sau khi tốt nghiệp đại học, Hurwitz và Chazelle chuyển đến Los Angeles, nơi Hurwitz viết kịch bản hài cho loạt phim hài tình huống The League và một tập của loạt phim hoạt hình The Simpsons. Nhờ thành công của Guy and Madeline, họ có thể huy động được vốn để cộng tác cho dự án tiếp theo là bộ phim Khát vọng nhịp điệu năm 2014 - Hurwitz soạn nhạc và Chazelle viết kịch bản và đạo diễn. Hurwitz cũng soạn nhạc cho bộ phim Những kẻ khờ mộng mơ năm 2016 của Chazelle, giúp Chazelle đoạt giải Oscar cho Đạo diễn xuất sắc nhất, và bản thân Hurwitz đoạt hai giải Oscar cho Nhạc phim xuất sắc nhất và Ca khúc gốc trong phim xuất sắc nhất. Hurwitz, Pasek và Paul trở lại với tư cách là nhạc sĩ cho vở nhạc kịch chuyển thể từ bộ phim sắp tới, do Bartlett Sher đạo diễn từ kịch bản của Ayad Akhtar và Matthew Decker, với Marc Platt và Lionsgate trở lại sản xuất.

## Sự nghiệp điện ảnh

### Phim
| Năm  | Phim                             | Vai trò   |
| ---- | -------------------------------- | --------- |
| 2009 | Guy and Madeline on a Park Bench | Soạn nhạc |
| 2014 | Khát vọng nhịp điệu              | Soạn nhạc |
| 2016 | Những kẻ khờ mộng mơ             | Soạn nhạc |
| 2018 | Bước chân đầu tiên               | Soạn nhạc |
| 2022 | Babylon                          | Soạn nhạc |

### Truyền hình
| Năm       | Chương trình         | Vai trò            | Ghi chú                           |
| --------- | -------------------- | ------------------ | --------------------------------- |
| 2011      | Perfect Couples      | Biên kịch          | Tập: "Perfect Exes"               |
| 2011      | The Simpsons         | Biên kịch          | Tập: "The Falcon and the D'ohman" |
| 2011–2015 | The League           | Biên kịch          | 7 tập                             |
| 2017–2020 | Curb Your Enthusiasm | Biên kịch/sản xuất | 11 tập                            |